# Ecclesia in Europa
Ecclesia in Europa – adhortacja papieża Jana Pawła II wydana w roku 2003.
Adhortacja ta stanowi podsumowanie aż dwóch synodów biskupów Europy, które zebrały się w 1991 oraz 1999. Jan Paweł II podpisał dokument 28 czerwca 2003, w wigilię uroczystości świętych Apostołów Piotra i Pawła, pierwszych ewangelizatorów kontynentu europejskiego. Papież ukazał w nim wnioski synodów określające zarówno znaki nadziei, jak i zagrożenia dla cywilizacji europejskiej i wiary chrześcijańskiej w Europie. Adhortacja nazywana jest magna charta Starego Kontynentu.
Jednym z najbardziej dosadnych zdań adhortacji jest określenie europejskiej współczesnej kultury, jako przybierającej cechy "milczącej apostazji" człowieka sytego, który żyje tak, jakby Bóg nie istniał. Papież Europejczyk woła w dokumencie, zwracając się do Europy: Nie lękaj się! Ewangelia nie jest ci przeciwna, ale jest po twojej stronie (por. Ecclesia in Europa, 121).
Dokument papieski składa się z wprowadzenia, sześciu rozdziałów i zakończenia. Pełny tytuł dokumentu:

Posynodalna Adhortacja Apostolska Ecclesia in Europa Ojca Świętego Jana Pawła II. Do Biskupów, do Kapłanów i Diakonów, do Zakonników i Zakonnic oraz do wszystkich Wiernych w Jezusie Chrystusie, który żyje w Kościele jako źródło nadziei dla Europy

## Główne tematy
- Wyzwania i znaki nadziei dla Kościoła w Europie
- Wyzwania wiary współczesnego Europejczyka
- Ekumenizm europejski
- Misja i ewangelizacja na kontynencie europejskim
- Kościoły narodowe, kościoły partykularne
- Dialog z innymi religiami w Europie
- Ewangelizacja kultury i inkulturacja Ewangelii
- Wychowanie młodych do wiary
- Uwaga poświęcona środkom przekazu
- Zmysł religijny w dzisiejszej Europie
- Ochrona życia od momentu poczęcia do naturalnej śmierci
- Rola instytucji europejskich[2]